# アーロン・ドブソン
アーロン・ドブソン（Aaron Dobson 1989年1月11日- ）はウェストバージニア州ダンバー出身の元アメリカンフットボール選手。NFLのニューイングランド・ペイトリオッツ等に所属していた。現役時代のポジションはワイドレシーバー。

## 経歴

### プロ入りまで
ウェストバージニア州ダンバーに生まれた彼は、同州サウスチャールストンの高校に進学し、通算108レシーブで2,365ヤードを獲得、32TDをあげるとともに、ディフェンスでは10インターセプト、最終学年には45レシーブで1,298ヤードを獲得、17TDレシーブ、7インターセプトをあげた。
2009年、国際アメリカンフットボール連盟がオハイオ州カントンで開催したU-19世界選手権のアメリカ代表にデビッド・ウィルソンなどとともに選ばれ、優勝した。同年マーシャル大学に進学、シーズン終盤までは出番は限られたものであった。2年次の2010年にはチームトップの44回のレシーブで680ヤードを獲得、5TDをあげた。3年次の2011年には、チームトップの49回のレシーブで668ヤード、カンファレンスUSA2位タイの12TDをあげた。またビーフ・オー・ブレイディーズボウルのMVPに選ばれた。その年の東カロライナ大学戦ではバックハンドの片手でTDレシーブをあげたが、そのプレーはESPNより、その年のカレッジフットボールのベスト10プレーの1つに選ばれた。4年次の2012年にはカンファレンスUSAのセカンドチームに選ばれ、シニアボウルにも出場した。
大学4年間で165レシーブ、2,398ヤードを獲得、24TDをあげた。

### ニューイングランド・ペイトリオッツ
2013年のNFLドラフト2巡でニューイングランド・ペイトリオッツに指名されて6月20日に契約を結んだ。
ハムストリングを痛めたため、開幕戦は欠場した。プロデビュー戦となった第2週のニューヨーク・ジェッツ戦の第1Qに最初に出場したプレーで、トム・ブレイディからの39ヤードのTDレシーブをあげた。第9週のピッツバーグ・スティーラーズ戦では前週まで1試合あたりのレシーブで70ヤード以上を獲得したことのなかった彼は、5回のレシーブで130ヤード、80ヤードのTDを含む2TDをあげた。第12週のデンバー・ブロンコス戦で足を負傷し、第13週から欠場している。1年目は37回のレシーブで519ヤード、4TDをあげた。
2014年3月に足首の手術を受けた。そのためオフシーズンのワークアウトに参加できず、8月11日にトレーニングキャンプに合流した。開幕から12試合中8試合でインアクティブであった。第13週のグリーンベイ・パッカーズ戦でハムストリングスを痛めて故障者リスト入りし、チームは第49回スーパーボウルで優勝したが、出場はかなわかった。